# 第一代瑟索子爵阿奇博尔德·辛克莱

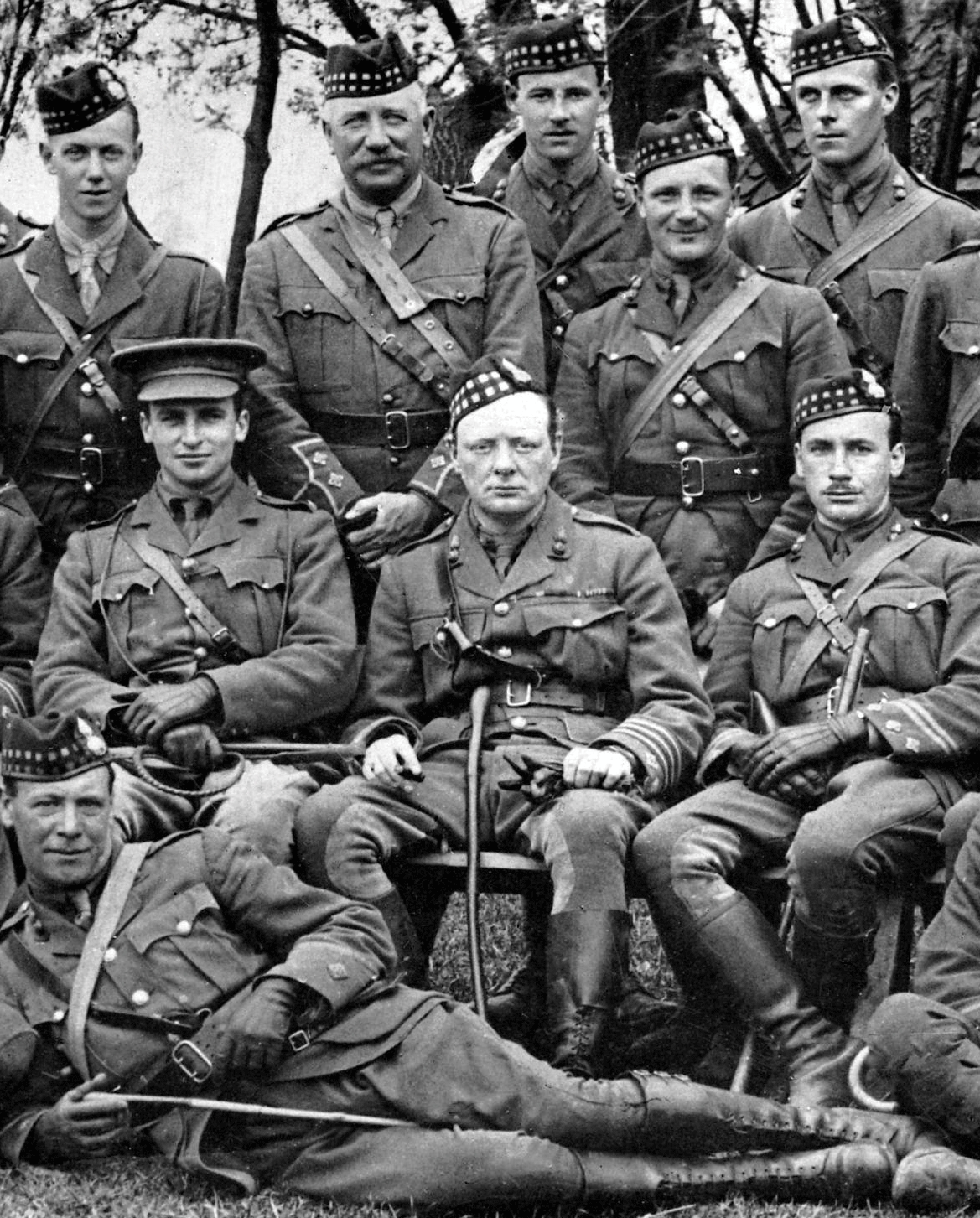
1916年的皇家苏格兰燧发枪团第6营指挥官阿奇博尔德·辛克莱少校（坐者左一）与温斯顿·丘吉尔（坐者居中）

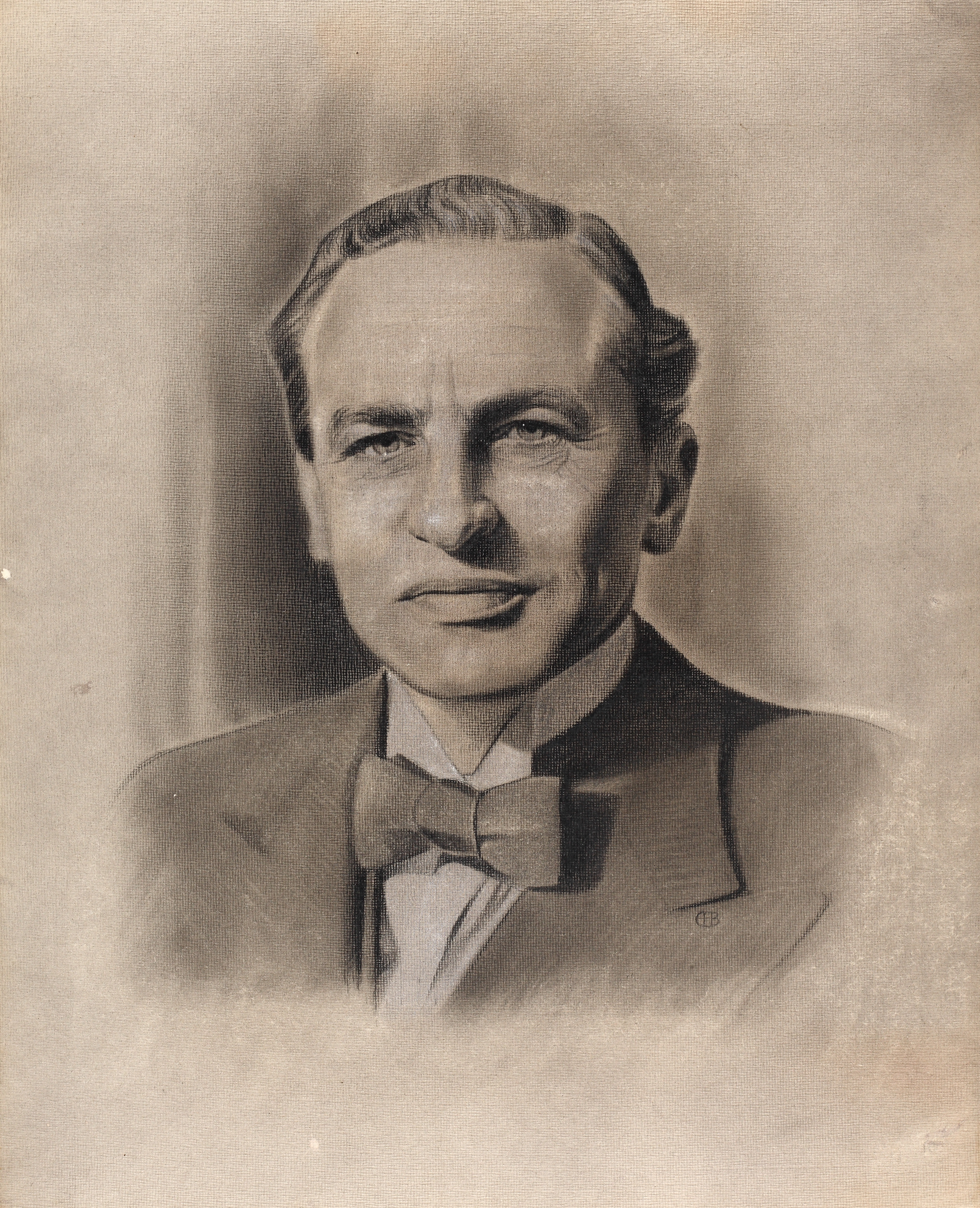
绘于二战期间的辛克莱素描像

阿奇博尔德·亨利·麦克唐纳·辛克莱，第一代瑟索子爵，KT，CMG，PC，（1890年10月22日—1970年6月15日），英国自由党政治家。他在1912年至1952年间被称为阿奇博尔德·辛克莱爵士，也经常被称为阿奇·辛克莱。第二次世界大战期间，辛克莱作为自由党领袖和坚定的反绥靖主义者，于1940年加入了丘吉尔内阁担任英国空军大臣直到战争结束。他在1945年议会选举中失去了议席，其后他于1952年接受了瑟索子爵的册封从而升入了上议院。

## 文献来源
- 海伦·维奥莱特·伯翰·卡特（英语：Violet Bonham Carter, Baroness Asquith of Yarnbury）, ed. Mark Pottle, Champion Redoubtable: The Diaries of Violet Bonham Carter 1914–1945 (Weidenfeld & Nicolson, 1998)
- Gerard DeGroot, Liberal Crusader: The Life of Sir Archibald Sinclair (New York University Press, 1993)
- ed. Ian Hunter, Winston and Archie: The collected correspondence of Winston Churchill and Sir Archibald Sinclair (Politico's, 2005)
- 大卫·托伦斯（英语：David Torrance (journalist)）, The Scottish Secretaries (Birlinn 2006)